# Epiprinus malayanus
Epiprinus malayanus är en törelväxtart som beskrevs av William Griffiths. Epiprinus malayanus ingår i släktet Epiprinus och familjen törelväxter. Inga underarter finns listade i Catalogue of Life.